# NGC 4045A
NGC 4045A је спирална галаксија у сазвежђу Девица која се налази на NGC листи објеката дубоког неба.
Деклинација објекта је + 1° 57' 8" а ректасцензија 12h 2m 42,7s. Привидна величина (магнитуда) објекта NGC 4045 износи 14,4 а фотографска магнитуда 15,4. NGC 4045A је још познат и под ознакама MCG 0-31-21, CGCG 13-45, ARAK 343, PGC 38033.